# 相羽亞衣奈
相羽亞衣奈（日语：／ Aiba Aina，1988年10月17日—），又譯相羽愛奈，日本女性配音員、歌手、前女子摔角選手。響（經紀公司）、武士道音樂（武士道旗下唱片公司）所屬。出身於大阪府。身高158cm。O型血。於女摔時期使用的擂台名稱是「播磨佑紀」。

## 經歷
AMUSEMENT MEDIA綜合學院聲優演藝學科時期，別名播磨佑紀（はりま ゆうき）開始參加舞台演出。並與女子摔角團體「Beginning」有不錯的關係，因此相羽在摔角界接受訓練大約半年的時間後，就以職業摔角手身份出道。
而相羽自身的摔角手出道戰是在2015年9月6日，於新木場1stRING跟尾崎妹加搭檔進行的雙人摔角戰（對手是真名瀬優奈&安納沙織）。
2016年5月，加入現在所屬的經紀公司響，同時將藝名由播磨佑紀改為現在的藝名。同年11月9日，由響的關係企業武士道音樂發行單曲之後，相羽同時在歌壇出道。
2016年10月起首播的電視動畫《卡片鬥爭!! 先導者G NEXT》中，因新田惠海已卸下要角安城常葉的配音，從此由相羽接任。
2018年，以聲優組合「動物餅乾×PPP」的成員獲得第12屆聲優Award歌唱獎。
2020年，作為另一聲優組合「Roselia」的成員又獲得第14屆聲優Award歌唱獎。

### 人物
相羽在北海道出生，後移居並成長於大阪府。2016年聲優出道前，相羽以女子摔角選手身分投入摔角業界有2年的時間。擅長的招式是（人造衛星夾頭翻摔＋手腕扭抓）。
雖然相羽現在已經從摔角界引退，但她仍自稱是摔角迷，並積極參加所屬事務所新日本摔角與集團企業的相關活動。
興趣是純種馬鑑賞（競走馬）。特長有唱歌、跳舞。

## 演出作品
※粗體字表示說明飾演的主要角色。

### 電視動畫
2016年
- 卡片鬥爭!! 先導者G NEXT（安城常葉〈第2代〉）

2017年
- 動物朋友（跳岩企鵝[16][注 1]）
- BanG Dream！（湊友希那）
- 雛邏輯 ～來自幸運邏輯～（米迦勒）

2018年
- 少女☆歌劇Revue Starlight（西條克洛迪娜[17]）
- BanG Dream！ Girls Band Party！☆PICO（湊友希那）

2019年
- BanG Dream！ 2nd Season（湊友希那[18]）
- 動物朋友2（跳岩企鵝[19][20]）

2020年
- BanG Dream！ 3rd Season（湊友希那）
- 卡片鬥爭!! （安城常葉〈第2代〉）
- BanG Dream！ Girls Band Party！☆PICO 第2季 大碗公（湊友希那）

2021年
- BanG Dream！ Girls Band Party！☆PICO Fever!（湊友希那）
- 橘色榮耀！（久賀彩子）

2022年
- 頂點!!!!!!!!!!!!!!!（天野ちとせ[21]）

2023年
- 魔術士歐菲 流浪之旅 阿邦拉瑪篇（薇諾娜[22]）
- 妙廟美少女（天道陽）

### 電影動畫
2019年
- BanG Dream！ FILM LIVE（湊友希那[23]）

2020年
- 少女☆歌劇 Revue Starlight Rondo Rondo Rondo（西條克洛迪娜[24]）

2021年
- BanG Dream！ FILM LIVE 2nd Stage（湊友希那[25]）
- 少女☆歌劇 Revue Starlight Rondo Rondo Rondo 完全新作劇場版（西條克洛迪娜）
- 劇場版 BanG Dream！ Episode of Roselia I：約束（湊友希那[26]）

2022年
- 劇場版 BanG Dream! Poppin'Dream!（湊友希那）

### 網路動畫
2019年
- 少女☆寸劇 All-Star Light（西條克洛迪娜[27]）

2021年
- みにヴぁん ら〜じ（安城常葉）

### 遊戲
2017年
- BanG Dream！Girls Band Party！（湊友希那[28]）
- 秘密宿屋 ～暮RPG～（瑪琳[29]）

2018年
- 少女☆歌劇Revue Starlight -Re LIVE-（西條克洛迪娜[30]）

2019年
- 刀使之巫女 刻印一閃的燈火（西條克洛迪娜）
- 食之契約（三炙鳥、瑪德蓮蛋糕）

2020年
- 問答RPG 魔法使與黑貓維茲（蕊颯·伊斯）
- Lost Decade（湊友希那）

2023年
- 守望傳說（蕾伊）

### 外語配音

#### 電影
| 作品年份 | 作品名稱                 | 配演角色 | 演員              | 媒介    |
| -------- | ------------------------ | -------- | ----------------- | ------- |
| 2019     | 瑪雅蜜蜂大冒險：蜜糖危機 | 史蘋德   | 喬丹·海爾〈配音〉 | DVD版本 |

### 廣播節目
※記號表示說明網路廣播。
- 廣播卡片鬥爭!! 先導者G NEXT（2016年－2017年，大阪放送、HiBiKi Radio Station（日语：HiBiKi Radio Station））※
- 相羽亞衣奈的大航～海RaDiO（日语：ブシロードpresents 相羽あいなの大こ〜かいRaDiO）（2019年4月4日－2020年9月24日，TBS廣播）
- 相羽亞衣奈、吉岡茉祐 不行就是不行！（2019年－現在，關西電台）
- 相羽亞衣奈的第一次SiGN（2020－現在，JFN PARK）※

### 電視節目
※記號表示說明網路電視。
- 動物朋友時間（2016年11月22日－2019年4月10日，niconico直播）※
- 月刊武士道TV（TOKYO MX：2016年10月6日－2017年1月26日）－AD[31]
- BanG Dream！3rd⭐︎LIVE 特BanG！（TOKYOMX 等：2017年3月18日）－Roselia成員名義出演
- 「！新日本大忘年！」（AbemaTV，2018年12月10日）※[32]

### 網路直播節目
- 真矢（2018年8月16日（第1夜）～2018年9月20日（最終夜），YouTubeLIVE／Starlight Channel）
- 相羽亞衣奈、富田麻帆的我愛職業摔角（2019年－現在，niconico直播）
- 復刻 真矢（2020年5月10日，YouTubeLIVE／Starlight Channel)

### 廣告
2019年
- 別樣的連理 單行本第2冊發售紀念PV（船頭南）

### 舞台
※記號表示說明播磨佑紀名義出演。
2015年
- 演劇鈍間集團「開始了，開始了」（11月12日－15日，八幡山Worsal劇院）※[33]

2016年
- 唐澤俊一話劇組合“ｂ”公演 『歌劇座的偵探』（1月22日－23日，四谷繪本塾Hall）※
- 演劇鈍間集團「御宅的花道」（6月23日－26日，高圓寺明石工作室）[33]
- 劇團大富豪「WILL」（9月29日－10月2日，築地本願寺Buddhist Hall）[34]
- 演劇鈍間集團「藍色長凳與戀愛的邊境」10月20日－23日，風姿花傳劇院）

2017年
- 動物朋友（6月14日－18日，品川王子大飯店Prince Hotel（日语：品川プリンスホテル）俱樂部eX）－跳岩企鵝[35]
- 少女☆歌劇Revue Starlight（9月22日－24日，AiiA Theater Tokyo（日语：AiiA 2.5 Theater Tokyo））－ 西條克洛迪娜[36]

2018年
- 少女☆歌劇Revue Starlight -The LIVE- #1 revival（1月6日－8日，AiiA Theater Tokyo（日语：AiiA 2.5 Theater Tokyo））－ 西條克洛迪娜
- 動物朋友 再演（1月13日－21日，AiiA 2.5 Theater Tokyo）－跳岩企鵝[37]
- 少女☆歌劇Revue Starlight -The LIVE- #2 Transition（10月13日－21日，天王洲 銀河劇場（日语：天王洲 銀河劇場））－ 西條克洛迪娜

2019年
- 少女☆歌劇Revue Starlight -The LIVE-#2 revival（2019年7月12日－15日，舞濱圓形劇場）－ 西條克洛迪娜

2020年
- ROAD59 -新時代任俠特區-（12月24日－27日，中野ZERO大廳）－冰室靜

### LIVE
2017年
- Roselia 1st Live「Rosenlied」（6月30日，shibuya duo MUSIC EXCHANGE）－湊友希那
- Roselia 1st Live Rosenlied 追加公演（7月29日，有明競技場）－湊友希那
- Roselia 2nd Live「Zeit」（10月8日，幕張展覽中心活動館）－湊友希那

2018年
- BanG Dream！5th☆LIVE Day2:Roselia -Ewigkeit-」（5月13日，幕張展覽中心1～3號館）－湊友希那
- 少女☆歌劇Revue Starlight -1st Star Live”Starry Sky”（6月23日，八王子市民會館）－西條克洛迪娜
- Roselia Live 「Vier」（11月7日，品川Stellar Ball（日语：アクアパーク品川））－湊友希那
- 少女☆歌劇Revue Starlight -2nd Star Live”Starry Desert”（12月22日，橫濱國立大劇場）－西條克洛迪娜

2019年
- TOKYO MX presents 「BanG Dream！7th☆LIVE」DAY1:Hitze（2月21日，日本武道館）－湊友希那
- 少女☆歌劇Revue Starlight -管弦樂團Live”Starry Konzert”（3月31日，中野太陽廣場）－西條克洛迪娜
- Roselia Live 「Flamme」/「Wasser」（8月3日-8月4日，富士急樂園針葉林場（日语：コニファーフォレスト））－湊友希那
- 少女☆歌劇Revue Starlight -3rd Star Live”Starry Diamond”（11月3日，橫濱競技場）－西條克洛迪娜
- Roselia Live「Rausch und/and Craziness」(11月30日-12月1日，幕張展覽中心4～6號館）－湊友希那〈與Raise a Suilen聯合演唱會〉

2020年
- Roselia「Rausch」（2月1日，武藏野森林綜合體育館（日语：武蔵野の森総合スポーツプラザ））－湊友希那
- 少女☆歌劇Revue Starlight -The LIVE-The LIVE ONLINE（2020年7月12日， 幕張新都心/線上- E+ Streaming）－西條克洛迪娜

### 雜誌連載
- KNOCK OUT Presents Special Report（《武士道媒體「月刊武士道TV」》2017年1月號－）[38]

## 音樂作品
Roselia的歌曲請參照「BanG Dream！音樂作品」。

### 單曲
| 枚數 | 發行日期       | 單曲名稱     | 規格編號   | 規格編號   | Oricon 最高排名 |
| 枚數 | 發行日期       | 單曲名稱     | 初回限定盤 | 通常盤     | Oricon 最高排名 |
| ---- | -------------- | ------------ | ---------- | ---------- | --------------- |
| 0th  | 2019年10月16日 | Lead the way | BRMM-10211 | BRMM-10212 | 第13名          |
| 1st  | 2016年11月9日  | 夢君         | BRMM-10052 | BRMM-10051 | 圈外            |

### 迷你專輯
| 枚數 | 發行日期      | 專輯名稱 | 規格編號   | 規格編號   | Oricon 最高排名 |
| 枚數 | 發行日期      | 專輯名稱 | 限定盤     | 通常盤     | Oricon 最高排名 |
| ---- | ------------- | -------- | ---------- | ---------- | --------------- |
| 1st  | 2020年4月15日 | SiGN     | BRMM-10257 | BRMM-10258 | 第19名          |

### 商業搭配
| 樂曲            | 商業搭配                                                                                | 年份   |
| --------------- | --------------------------------------------------------------------------------------- | ------ |
| 夢君            | 電視動畫《未來卡片 戰鬥夥伴DDD》片尾主題曲 生活情報節目《日曜！》10月－11月份片尾主題曲 | 2016年 |
| New my world    | 電視節目《月刊武士道TV》9月－11月份片尾主題曲                                           | 2016年 |
| Lead the way    | 電視動畫《卡片鬥爭!! 先導者》新右衛門篇片頭主題曲                                       | 2019年 |
| Beauty or Beast | 女子摔角團體「Stardom」2020年團體主題曲                                                 | 2020年 |

### 角色歌曲
| 發行日期 | 標題                                                         | 名義 | 曲名                                                   | 備註                                                                 |
| 2017年   | 2017年                                                       | 2017年 | 2017年                                                 | 2017年                                                               |
| -------- | ------------------------------------------------------------ | --- | ------------------------------------------------------ | -------------------------------------------------------------------- |
| 2月8日   | 歡迎來到JAPARI PARK！                                        | 動物餅乾×PPP | 「」                                                   | 電視動畫《動物朋友》片頭主題曲                                       |
| 2月8日   | 歡迎來到JAPARI PARK！                                        | PPP | 「大空」                                               | 電視動畫《動物朋友》劇中插入歌                                       |
| 2月8日   | 歡迎來到JAPARI PARK！                                        | PPP | 「」                                                   | 電視動畫《動物朋友》相關歌曲                                         |
| 6月7日   | 「動物朋友」廣播劇&角色歌曲專輯「Japari Café」               | 動物餅乾＋（內田彩）×PPP | 「 ～～」 「（with ）」                                | 電視動畫《動物朋友》相關歌曲                                         |
| 9月20日  | -Star Divine-                                                | Starlight九九組 | 「Star Divine」 「舞台少女心得」 「願光」              | 舞台《少女☆歌劇Revue Starlight -The LIVE- #1》劇中歌曲               |
| 9月22日  | -Fancy You-                                                  | 天堂真矢（富田麻帆）、西條克洛迪娜（相羽亞衣奈）、石動雙葉（生田輝）、花柳香子（伊藤彩沙）                                                                                         | 「GANG☆STAR」                                          | 舞台《少女☆歌劇Revue Starlight -The LIVE- #1》劇中歌曲               |
| 12月13日 | 朋友！朋友！最好的朋友                                       | 動物餅乾×PPP | 「！」                                                 | 遊戲《動物朋友大觀園》主題歌曲                                       |
| 12月13日 | 朋友！朋友！最好的朋友                                       | PPP | 「」                                                   | 電視動畫《動物朋友》相關歌曲                                         |
| 12月13日 | 「動物朋友」廣播劇&角色歌曲專輯「Japari Café2」              | 長尾虎貓（山下麻美） with PPP | 「THE WANTED CRIMINAL」                                | 電視動畫《動物朋友》相關歌曲                                         |
| 12月13日 | 「動物朋友」廣播劇&角色歌曲專輯「Japari Café2」              | PPP | 「」                                                   | 電視動畫《動物朋友》相關歌曲                                         |
| 12月13日 | 「動物朋友」廣播劇&角色歌曲專輯「Japari Café2」              | 動物餅乾＋（內田彩）×PPP／對白：小爪水獺（近藤玲奈）、白臉角鴞（三上枝織）、雕鴞（上原明里）、長尾虎貓（山下麻美）、銀狐（相坂優歌）、北狐（三森鈴子）                             | 「（ ver.）」                                          | 電視動畫《動物朋友》相關歌曲                                         |
| 2018年   |                                                              | |                                                        |                                                                      |
| 3月7日   |                                                              | Starlight九九組 | 「」                                                   | 舞台《少女☆歌劇Revue Starlight -The LIVE- #1》劇中歌曲               |
| 3月7日   | 「Circle of the Revue」 「」                                 | Starlight九九組 | 舞台《少女☆歌劇Revue Starlight -The LIVE- #1》相關歌曲 |                                                                      |
| 4月25日  | ！                                                           | PPP | 「純情」                                               | 遊戲《動物朋友 FESTIVAL》主題歌曲                                    |
| 4月25日  | ！                                                           | PPP | 「大陸」 「待人和善」                                  | 電視動畫《動物朋友》相關歌曲                                         |
| 4月25日  | ！                                                           | PPP with 長尾虎貓（山下麻美） | 「」                                                   | 電視動畫《動物朋友》相關歌曲                                         |
| 4月25日  | ！                                                           | 跳岩企鵝（相羽亞衣奈） | 「Rockin' Hoppin' Jumpin'」                            | 電視動畫《動物朋友》相關歌曲                                         |
| 4月25日  | ！初回盤                                                     | 跳岩企鵝（相羽亞衣奈） | 「」                                                   | 電視動畫《動物朋友》相關歌曲                                         |
| 5月23日  | 卡片鬥爭!! 先導者G NEXT DVD-BOX 上 角色歌曲CD                | Jaime Flowers | 「雨Blooming Smile♪」                                  | 電視動畫《卡片鬥爭!! 先導者G NEXT》相關歌曲                          |
| 7月18日  | 星                                                           | Starlight九九組 | 「星」                                                 | 電視動畫《少女☆歌劇Revue Starlight》片頭主題曲                       |
| 7月18日  | 星                                                           | Starlight九九組 | 「！」                                                 | 電視動畫《少女☆歌劇Revue Starlight》相關歌曲                         |
| 8月1日   | Fly Me to the Star                                           | Starlight九九組 | 「Fly Me to the Star」                                 | 電視動畫《少女☆歌劇Revue Starlight》片尾主題曲                       |
| 8月1日   | Fly Me to the Star                                           | Starlight九九組 | 「九九組」 「」                                        | 電視動畫《少女☆歌劇Revue Starlight》相關歌曲                         |
| 8月22日  | PICO！PAPI!!Girls Band Party！☆PICO!!!                       | 戶山香澄（愛美）、美竹蘭（佐倉綾音）、丸山彩（前島亞美）、湊友希那（相羽亞衣奈）、弦卷心（伊藤美來）                                                                               | 「！!! ☆!!!」                                          | 電視動畫《BanG Dream！ Girls Band Party！☆PICO》主題歌               |
| 8月22日  | PICO！PAPI!!Girls Band Party！☆PICO!!!                       | 戶山香澄（愛美）、美竹蘭（佐倉綾音）、丸山彩（前島亞美）、湊友希那（相羽亞衣奈）、弦卷心（伊藤美來）                                                                               | 「☆」                                                  | 遊戲《BanG Dream！Girls Band Party！》相關歌曲                       |
| 10月10日 | 99 ILLUSION！                                                | Starlight九九組 | 「99 ILLUSION！」 「Green Dazzling Light」             | 舞台《少女☆歌劇Revue Starlight -The LIVE- #2 Transition》主題歌曲    |
| 10月17日 | 少女☆歌劇Revue Starlight 劇中歌專輯Vol.2 La Revue De Sowaret | 愛城華戀（小山百代）、神樂光（三森鈴子）、天堂真矢（富田麻帆）、西條克洛迪娜（相羽亞衣奈）                                                                                         | 「-Star Divine- 」                                     | 電視動畫《少女☆歌劇Revue Starlight》劇中插入歌                       |
| 10月17日 | 少女☆歌劇Revue Starlight 劇中歌專輯Vol.2 La Revue De Sowaret | 愛城華戀（小山百代）、星見純那（佐藤日向）、露崎真晝（岩田陽葵）、石動雙葉（生田輝）、花柳香子（伊藤彩沙）、大場奈奈（小泉萌香）、西條克洛迪娜（相羽亞衣奈）、天堂真矢（富田麻帆） | 「舞台少女心得 幕間」                                  | 電視動畫《少女☆歌劇Revue Starlight》劇中插入歌                       |
| 10月17日 | 少女☆歌劇Revue Starlight 劇中歌專輯Vol.2 La Revue De Sowaret | 天堂真矢（富田麻帆）、西條克洛迪娜（相羽亞衣奈） | 「星摘歌」                                             | 電視動畫《少女☆歌劇Revue Starlight》劇中插入歌                       |
| 10月17日 | 少女☆歌劇Revue Starlight 劇中歌專輯Vol.2 La Revue De Sowaret | 天堂真矢（富田麻帆）、西條克洛迪娜（相羽亞衣奈） | 「Fly Me to the Star #10」                             | 電視動畫《少女☆歌劇Revue Starlight》片尾主題曲                       |
| 10月17日 | 少女☆歌劇Revue Starlight 劇中歌專輯Vol.2 La Revue De Sowaret | 天堂真矢（富田麻帆）、星見純那（佐藤日向）、露崎真晝（岩田陽葵）、大場奈奈（小泉萌香）、西條克洛迪娜（相羽亞衣奈）、石動雙葉（生田輝）、花柳香子（伊藤彩沙）                       | 「Fly Me to the Star #11」                             | 電視動畫《少女☆歌劇Revue Starlight》片尾主題曲                       |
| 10月24日 | 少女☆歌劇Revue Starlight BD第1卷特典CD                       | Starlight九九組 | 「My friend ～Arrie～」                                | 電視動畫《少女☆歌劇Revue Starlight》相關歌曲                         |
| 12月26日 | 少女☆歌劇Revue Starlight BD第2卷特典CD                       | Starlight九九組 | 「You are a ghost, I am a ghost ～劇場～」             | 電視動畫《少女☆歌劇Revue Starlight》相關歌曲                         |
| 2019年   |                                                              | |                                                        |                                                                      |
| 1月9日   | 約束之塔                                                     | Starlight九九組 | 「約束」 「舞台」                                      | 電視動畫《少女☆歌劇Revue Starlight》相關歌曲                         |
| 2月13日  | ！                                                           | 動物餅乾×PPP | 「！」                                                 | 電視動畫《動物朋友2》片頭主題曲                                      |
| 2月13日  | ！                                                           | PPP | 「」                                                   | 電視動畫《動物朋友2》劇中插入歌                                      |
| 2月27日  | 少女☆歌劇Revue Starlight BD第3卷特典CD                       | Starlight九九組 | 「太陽 ～CIRCUS！～」                                  | 電視動畫《少女☆歌劇Revue Starlight》相關歌曲                         |
| 4月17日  | 百色                                                         | Starlight九九組 | 「百色」 「Bright！Light！」                           | 舞台《少女☆歌劇Revue Starlight -The LIVE- #2 Transition》相關歌曲    |
| 4月17日  | 百色 真矢&ver.                                               | 天堂真矢（富田麻帆）、西條克洛迪娜（相羽亞衣奈） | 「百色」                                               | 舞台《少女☆歌劇Revue Starlight -The LIVE- #2 Transition》相關歌曲    |
| 5月29日  |                                                              | [ 成員 5 ] | 「（er.）」                                            | 電視動畫《動物朋友2》片頭主題曲                                      |
| 8月7日   | Star Diamond                                                 | Starlight九九組 | 「Star Diamond」                                       | 電視動畫《少女☆歌劇Revue Starlight》相關歌曲                         |
| 8月7日   | Star Diamond                                                 | Starlight九九組 | 「舞台少女操」                                         | 網路動畫《少女☆寸劇 All-Star Light》主題歌                           |
| 10月4日  |                                                              | 動物餅乾×PPP | 「」                                                   | 遊戲《動物朋友3》主題歌                                              |
| 10月4日  | 「」                                                         | 動物餅乾×PPP | 遊戲《動物朋友3》相關歌曲                              |                                                                      |
| 10月4日  | PPP                                                          | 「！？」 | 遊戲《動物朋友3》相關歌曲                              |                                                                      |
| 10月16日 | 少女☆歌劇Revue Starlight Revue專輯 La Revue Eternal          | 西條克洛迪娜（相羽亞衣奈）、夢大路栞（遠野光）、夢大路文（倉知玲鳳） | 「仲裁」                                               | 遊戲《少女☆歌劇Revue Starlight -Re LIVE-》相關歌曲                   |
| 2020年   |                                                              | |                                                        |                                                                      |
| 2月19日  | Star Parade                                                  | Starlight九九組 | 「Star Parade」                                        | 電視動畫《少女☆歌劇Revue Starlight》相關歌曲                         |
| 2月19日  | Star Parade                                                  | 愛城華戀（小山百代）、神樂光（三森鈴子）、天堂真矢（富田麻帆）、西條克洛迪娜（相羽亞衣奈）                                                                                         | 「純情」                                               | 電視動畫《少女☆歌劇Revue Starlight》相關歌曲                         |
| 8月12日  |                                                              | 戶山香澄（愛美）、美竹蘭（佐倉綾音）、丸山彩（前島亞美）、湊友希那（相羽亞衣奈）、弦卷心（伊藤美來）                                                                               | 「大盛一丁！☆」                                        | 電視動畫《BanG Dream！ ☆ ～大盛～》主題歌                            |
| 8月12日  | 「TWiNKLE CiRCLE」                                           | 戶山香澄（愛美）、美竹蘭（佐倉綾音）、丸山彩（前島亞美）、湊友希那（相羽亞衣奈）、弦卷心（伊藤美來）                                                                               | 遊戲《BanG Dream！Girls Band Party！》相關歌曲         |                                                                      |
| 9月9日   | 再生讃美曲                                                   | Starlight九九組 | 「再生讃美曲」                                         | 電影動畫《少女☆歌劇 Revue Starlight Rondo Rondo Rondo》主題歌        |
| 9月9日   | 再生讃美曲                                                   | 愛城華戀（小山百代）、神樂光（三森鈴子）、西條克洛迪娜（相羽亞衣奈）、天堂真矢（富田麻帆）                                                                                         | 「Star Diamond」                                       | 電影動畫《少女☆歌劇 Revue Starlight Rondo Rondo Rondo》劇中插入歌    |
| 12月9日  | MIRACLE DIALIES                                              | PPP | 「群青夢奇跡」                                         | 遊戲《動物朋友3》相關歌曲                                            |
| 12月9日  | BLUE ANTHEM                                                  | Starlight九九組 | 「Re:PLAY」                                            | 舞台《少女☆歌劇 Revue Starlight -The LIVE 青嵐- BLUE GLITTER相關歌曲 |

## 腳註

## 外部連結
- 株式會社響公式官網的聲優簡介 （页面存档备份，存于） （日語）
- 相羽亞衣奈的X（前Twitter） （日語）
- 相羽亞衣奈公式STAFF的X（前Twitter） （日語）